# Tağaverd
Tağaverd (azerbajdzjanska: Taqaverd, armeniska: Քաղավարդ, Taghavard, ryska: Тагавард, armeniska: Verin T’aghavard, Վերին Թաղավարդ) är en ort i Azerbajdzjan.   Den ligger i distriktet Xocavənd Rayonu, i den sydvästra delen av landet, 270 km väster om huvudstaden Baku. Tağaverd ligger 1 003 meter över havet och antalet invånare är 1 315.
Terrängen runt Tağaverd är lite bergig. Runt Tağaverd är det ganska glesbefolkat, med 35 invånare per kvadratkilometer.. Närmaste större samhälle är Müşkapat, 13,2 km nordost om Tağaverd. 
Omgivningarna runt Tağaverd är en mosaik av jordbruksmark och naturlig växtlighet.